# راک‌فالز (ایلینوی)
راک‌فالز، ایلینوی (به انگلیسی: Rock Falls, Illinois) یک شهر در ایالات متحده آمریکا با جمعیت ۹٬۲۶۶ نفر است که در ایلی‌نوی واقع شده‌است.

## موقعیت جغرافیایی
موقعیت جغرافیایی شهرها و مناطق اطراف به شرح زیر است: